# Sickinger Höhe
Die Sickinger Höhe (früher auch „Landstuhler Höhe“) ist eine Landschaft im südwestlichen Rheinland-Pfalz. Als Naturraum gehört die Sickinger Höhe zur Westricher Hochfläche, deren Nordteil sie darstellt. Der Name erinnert an die ehemalige Zugehörigkeit zentraler Teile des Gebiets zur Herrschaft Landstuhl im Besitz der Herren von Sickingen.

## Geographie

### Lage
Die Sickinger Höhe im Südwesten der Pfalz liegt etwa zu einem Drittel im Landkreis Kaiserslautern und zu zwei Dritteln im Landkreis Südwestpfalz. Bei Einöd greift sie geringfügig über die Landesgrenze zum Saarland aus.

### Geologie
Die Sickinger Höhe gehört zur Großlandschaft Pfälzisch-Saarländisches Muschelkalkgebiet. Die hügelige Hochfläche erreicht Höhen von 300 bis 430 m ü. NHN. Die sie nördlich begrenzende Sickinger Stufe fällt in mehreren dichtbewaldeten Stufen recht steil zum Landstuhler Bruch hin ab, in dem die Sickingenstadt Landstuhl liegt. Etwas weniger schroff gestaltet sich der Übergang nach Westen zum Saarland hin und noch weniger derjenige im Osten zum östlichen Westrichrand, wo die weite Talaue des Flusssystems Aschbach/Moosalbe die Grenze bildet. Im Süden geht die Sickinger Höhe fast unmerklich in das Zweibrücker Hügelland mit der Stadt Zweibrücken über.

### Gewässer
Der größte Teil der Sickinger Höhe wird entwässert über Moosalbe (mit Queidersbach), Wallhalb und Auerbach nach Süden zum Schwarzbach und dann weiter über Blies, Saar und Mosel zum Rheinabschnitt Mittelrhein. Nach Westen direkt zur Blies hin fließt der Lambsbach.

## Sehenswürdigkeiten und Kultur
- Im 1836 erbauten ehemaligen Schulhaus von Queidersbach bietet das Museum Sickinger Höhe seit 1976 auf 500 m² einen Überblick von der Frühgeschichte bis in die jüngste Vergangenheit der Region.[3]

- 1869 ging in der Feldgemarkung der Gemeinde Krähenberg der später nach dem Ort benannte Meteorit nieder. Am Absturzort, wo ein Gedenkstein mit Informationstafel an das Ereignis erinnert,[4][5] führt seit 2009 der Meteoriten-Wanderweg (Winterbach–Krähenberg–Kleinbundenbach–Großbundenbach–Zweibrücken)[6] vorbei.

- In Herschberg veranstaltet die Verbandsgemeinde Thaleischweiler-Wallhalben alle zwei Jahre den Sickinger Mundartdichter-Wettstreit.[7]

## Besiedelung und Verkehr
Das Land ist dünn besiedelt und weist nur außerhalb, an den tieferliegenden Rändern, größere Städte auf. Auch überregionale Verkehrswege gibt es nicht mit Ausnahme eines großteils erst zweispurig ausgebauten Abschnitts der Autobahn 62 Landstuhl–Pirmasens.
Die Gegend eignet sich zum Wandern, z. B. auf dem Mühlenweg im Wallhalbtal. Über die Sickinger Höhe verläuft auch die ausgeschilderte Nordroute der pfälzischen Abschnitte des historischen Jakobswegs.

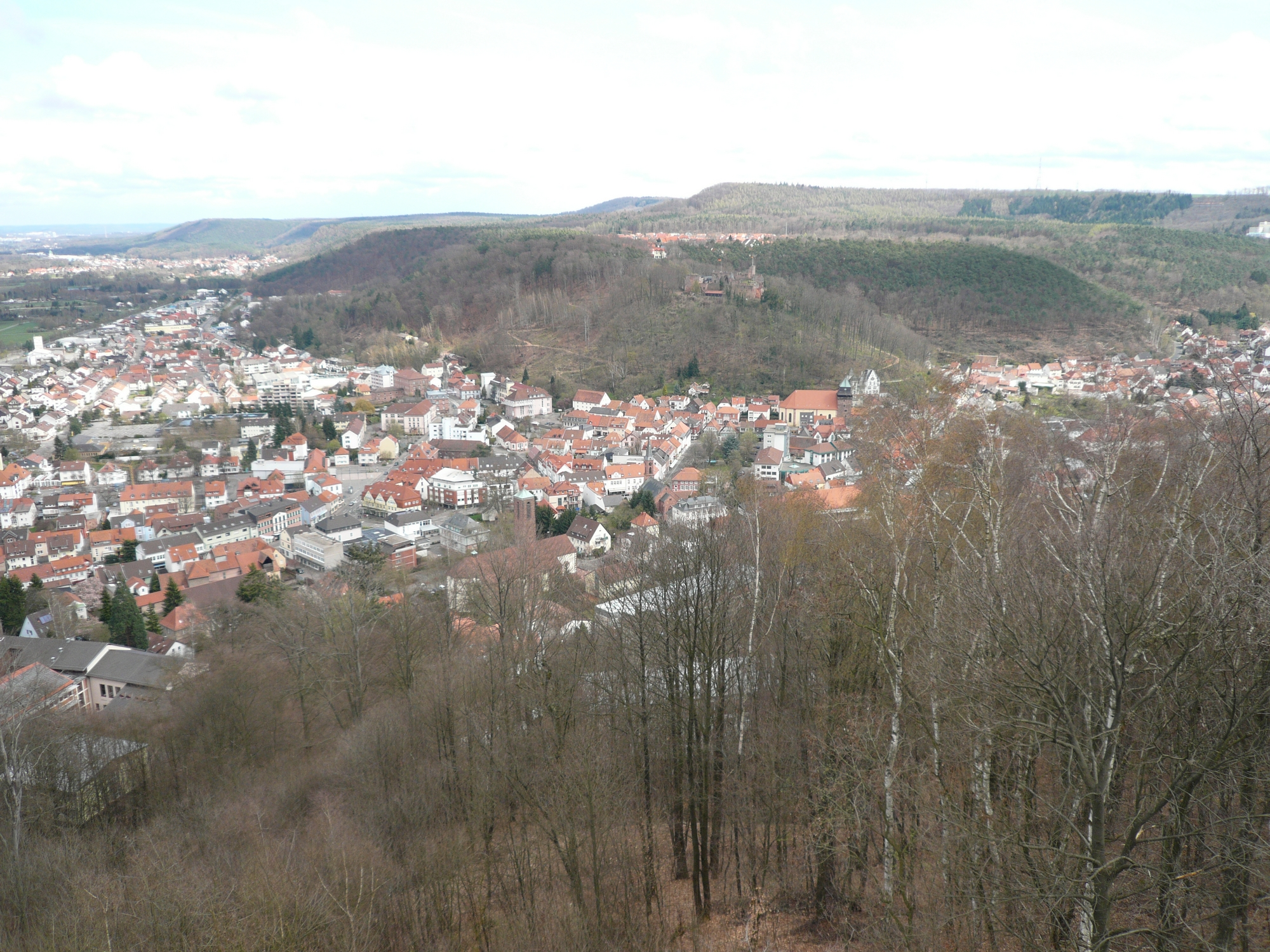
Sickinger Stufe bei Landstuhl
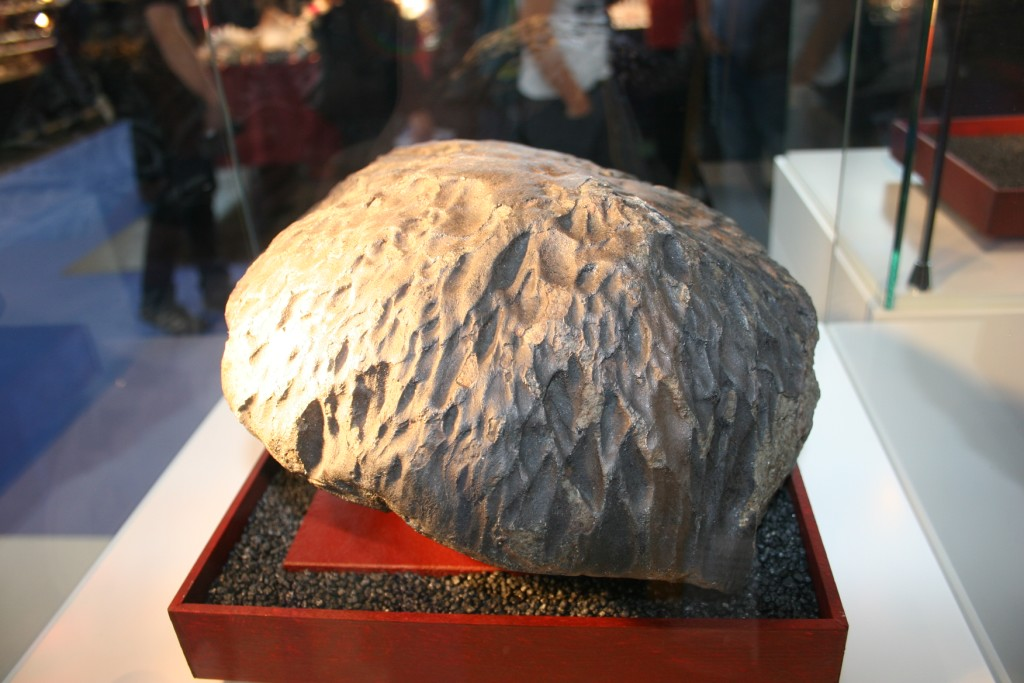
Krähenberg-Meteorit
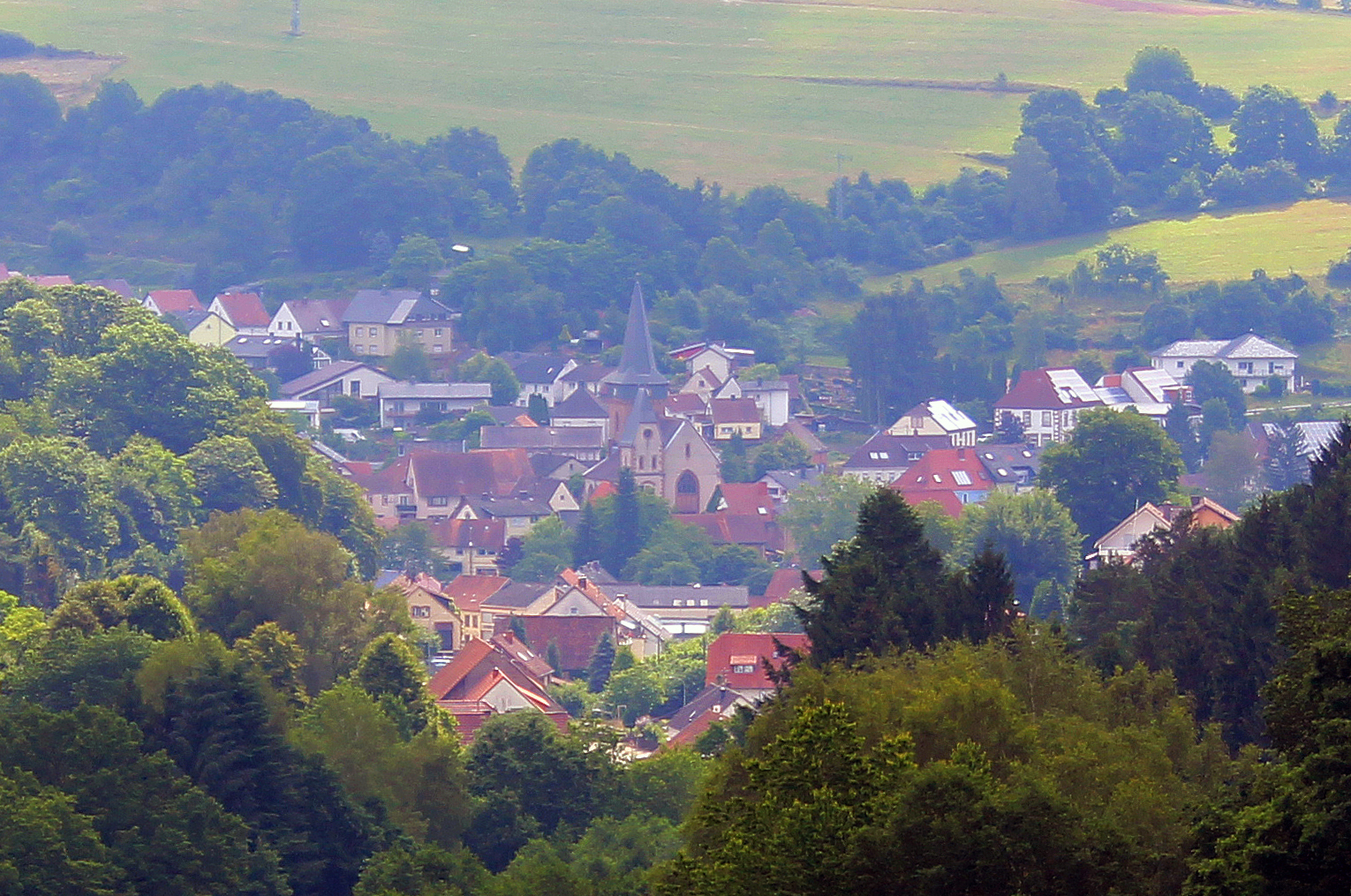
Wallhalben im Zentrum der Sickinger Höhe
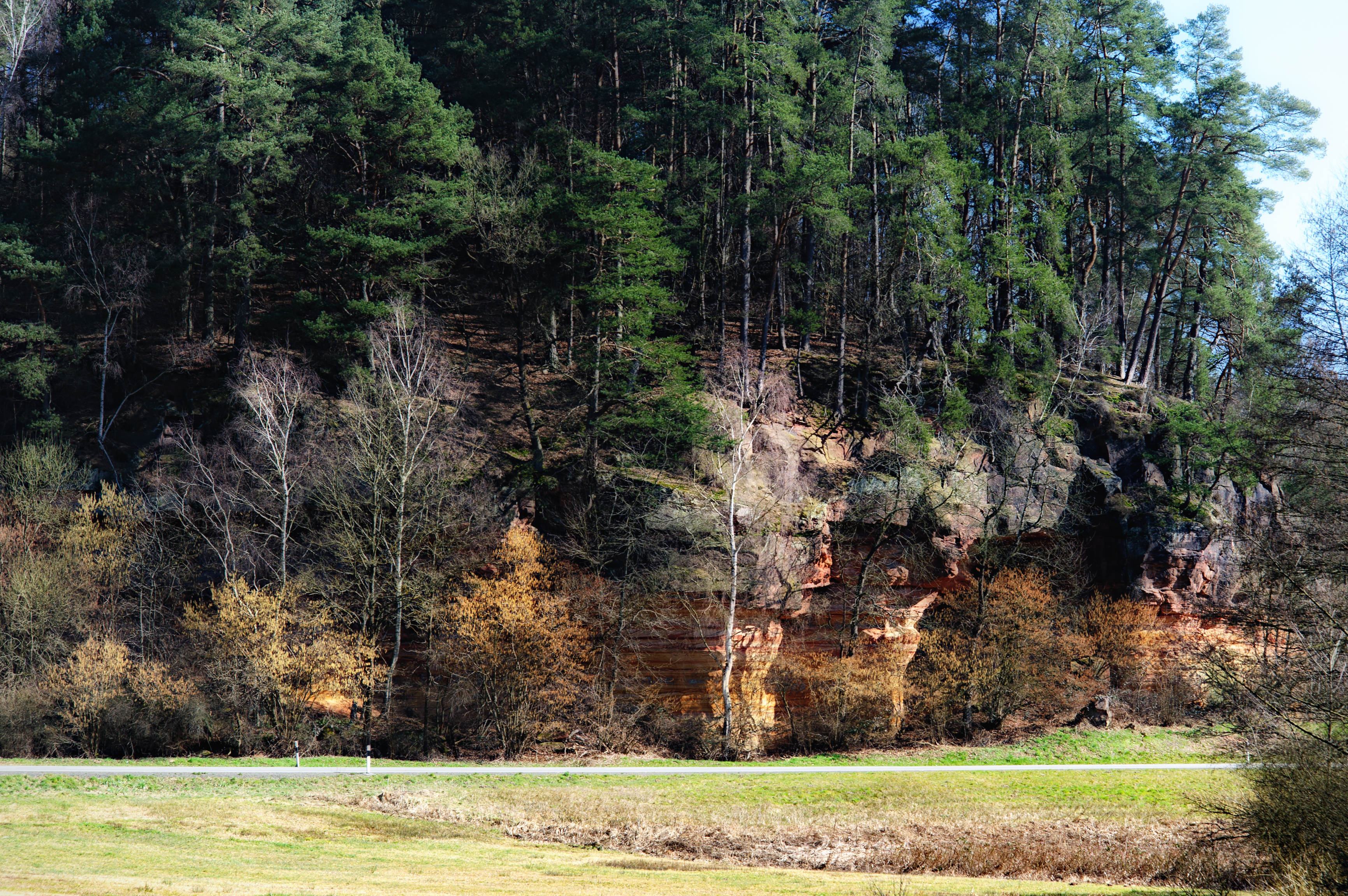
Mühlenweg im Wallhalbtal
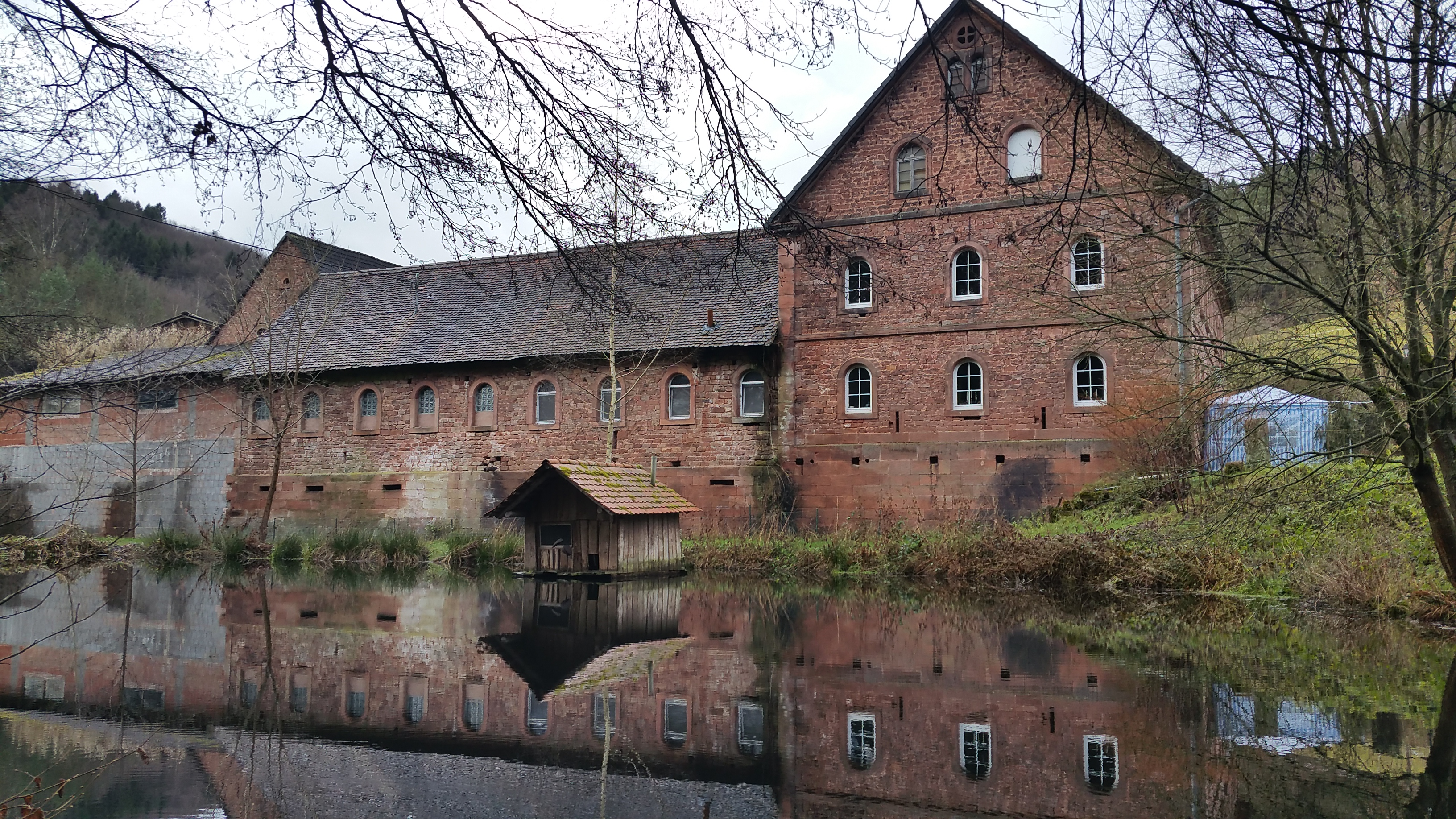
Queidersbach mit Horbacher Mühle